# Dương Bân
Dương Bân (tiếng Trung giản thể: 杨斌, bính âm Hán ngữ: Yáng Bīn, sinh tháng 9 năm 1966, người Lô Lô) là chính trị gia nước Cộng hòa Nhân dân Trung Hoa. Ông là Ủy viên dự khuyết Ủy ban Trung ương Đảng Cộng sản Trung Quốc khóa XX, hiện là Phó Tỉnh trưởng Vân Nam. Ông từng là Bí thư Châu ủy cũng như Châu trưởng Sở Hùng.
Dương Bân là đảng viên Đảng Cộng sản Trung Quốc, học vị Thạc sĩ Quản lý hành chính. Ông có hơn 30 năm công tác đều là ở quê nhà Vân Nam.

## Sự nghiệp
Dương Bân sinh vào tháng 9 năm 1966 tại huyện Khâu Bắc, nay thuộc Châu tự trị dân tộc Tráng và Miêu Văn Sơn của tỉnh Vân Nam, Cộng hòa Nhân dân Trung Hoa. Ông lớn lên trong một gia đình người Lô Lô, tốt nghiệp phổ thông ở Khâu Bắc, học đại học, rồi cao học theo hình thức tại chức, có bằng Thạc sĩ Quản lý hành chính, được kết nạp Đảng Cộng sản Trung Quốc vào năm 1990. Tháng 7 năm 1988, sau khi tốt nghiệp đại học, ông được phân về quê nhà Vân Nam, điều tới huyện Vĩnh Đức của Lâm Thương để công tác và dần trở thành Phó Huyện trưởng Vĩnh Đức. Sau đó, ông được điều sang Đại học Nông nghiệp Vân Nam để công tác ở Văn phòng Đảng ủy trường, nhậm chức Phó Chủ nhiệm Văn phòng Hiệu trưởng. Những năm 2000, ông được điều lên Chính phủ Nhân dân tỉnh Vân Nam, giữ chức Phó Trưởng phòng Dị địa – chuyên trách về quản lý địa phương ngoại vi của Văn phòng Khai phát xóa đói giảm nghèo, sau đó lần lượt chuyển chức là Phó Trưởng phòng Tổng hợp, Trưởng phòng Xóa đói giảm nghèo xã hội, rồi Trưởng phòng Tổng hợp, Trưởng phòng Quản lý hạng mục. Sau đó, ông được bổ nhiệm làm Tổ trưởng Tổ Kiểm tra Kỷ luật của Văn phòng, rồi Phó Tổng thư ký Chính phủ tỉnh, Phó Bí thư Đảng tổ, Chủ nhiệm Sảnh Văn phòng Chính phủ Vân Nam.
Tháng 9 năm 2015, Dương Bân được điều về Châu tự trị dân tộc Di Sở Hùng, vùng đất của dân tộc mình, nhậm chức Phó Bí thư Châu ủy, Châu trưởng Sở Hùng, rồi thăng chức làm Bí thư Châu ủy từ tháng 8 năm 2017. Đầu năm 2018, ông ứng và trúng cử là Đại biểu Đại hội Đại biểu Nhân dân toàn quốc khóa XIII nhiệm kỳ 2018–23. Đến ngày 18 tháng 1 năm 2022, ông được bầu làm Phó Tỉnh trưởng Vân Nam, Thành viên Đảng tổ Chính phủ tỉnh. Ông chịu trách nhiệm về công nghiệp và công nghệ thông tin, hội nhập quốc tế, thương mại, vận tải, năng lượng, thuốc lá, hàng không dân dụng, đường sắt, thông tin liên lạc, bưu chính, giám sát và quản lý thị trường, an toàn dược phẩm. Cuối năm này, ông là đại biểu của đoàn Vân Nam dự Đại hội Đảng Cộng sản Trung Quốc lần thứ XX. Trong quá trình bầu cử tại đại hội, ông được bầu là Ủy viên dự khuyết Ủy ban Trung ương Đảng Cộng sản Trung Quốc khóa XX.